# Anna (Go to Him)
«Anna (Go to him)» es una canción escrita y originalmente interpretada por Arthur Alexander. Su versión fue publicada como sencillo por Dot Records el 17 de septiembre de 1962. The Beatles interpretaron una versión que fue incluida en su primer álbum Please Please Me en 1963.

## Antecedentes
De acuerdo con Richie Unterberger, crítico musical de Allmusic:

«'Anna' fue una de las primeras grandes baladas soul, incluso esta más cerca de un tiempo-medio
que una balada lenta. Al igual que varias de las canciones de Alexander, llegaría a ser más famosa en sus versiones por otros artistas que en su propia versión original. Y en realidad tuvo cierto éxito cuando se publicó por primera vez en 1962, llegando al n.º 68 en las listas pop y n.º 10 en las de R&B».

## Versión de The Beatles
Era uno de los temas favoritos de John Lennon, convirtiéndose en parte del repertorio de las primeras actuaciones The Beatles y como consecuencia fue grabada para su álbum debut en 1963, Please Please Me. En los Estados Unidos, Vee Jay Records la publicó en el álbum Introducing... The Beatles (10 de enero de 1964) y Capitol Records la relanzó en The Early Beatles (22 de marzo de 1965). Vee Jay también publicó «Anna (Go to Him)» en el EP Souvenir of Their Visit to America en los Estados Unidos.
El estupendo cover de Los Beatles de la desolada soul ballad de Arthur Alexander carecía de la gravedad del tema original. Pero lo compensaban con inteligencia musical, al oponerle la guitarra tintineante de George Harrison a los hi-hats quebradizos de Ringo Starr y agregar encima preciosas armonías de fondo. El fuerte resfrío que Lennon sufría el día que grabaron Please Please Me se escucha en el tono algo reumatico de su voz, que no hace sino agregarle al crudo dramatismo del tema.    

### Grabación
The Beatles grabaron la canción el 11 de febrero de 1963 en tres tomas; la mejor toma fue la número 3. Fue mezclada el 25 de febrero. George Harrison tocó el riff distintivo en la guitarra y Floyd Cramer lo tocó en el piano para la versión original.
Unterberger elogió la versión de The Beatles en su revisión, diciendo:

«Ringo Starr reproduce un inusual ritmo de batería con duros golpeteos. La voz de Lennon, sin embargo, añadió un dolor de tortura que no está presente en la versión de Alexander, sobre todo cuando se lamenta en la conclusión de los puentes. Los acompañamientos vocales armónicos de The Beatles, además, fueron excelentes y más eficaces [que en la versión de Alexander]».

El crítico musical Ian MacDonald tuvo una visión diferente sobre la voz de Lennon, y dijo que sonaba como «un joven apasionado intentando dominar con su voz una canción de hombre».
The Beatles grabaron «Anna (Go to Him)» el 17 de junio de 1963 para el programa de radio de la BBC Pop Go the Beatles.  El show fue transmitido el 25 de junio. La grabaron de nuevo el 1 de agosto de 1963 para el programa del 25 de agosto.
Como se ha señalado en muchas referencias incluyendo The Beatles Recording Sessions de Mark Lewisohn, Lennon tenía un fuerte resfriado que repercutió en la grabación, demostrándolo en todas sus interpretaciones vocales de esta sesión histórica, sobre todo en la última canción, «Twist and Shout».

### Personal
El personal utilizado en la grabación de la canción fue el siguiente:
The Beatles
- John Lennon – Voz principal, Guitarra acústica (Gibson J-160e).
- Paul McCartney – Armonía vocal, Bajo (Höfner 500/1 61´).
- George Harrison – Armonía vocal, Guitarra eléctrica (Grestch Duo Jet).
- Ringo Starr – Batería (Premier Duroplastic Mahoganny).

Equipo de producción
- George Martin – producción
- Norman Smith – ingeniería de sonido

## Versión de El Cuarteto de Nos
La versión de la banda uruguaya El Cuarteto de Nos fue hecha en 1994, compuesta y cantada por Roberto Musso. La canción salió en el disco Otra navidad en las trincheras, y es una parodia a la canción real, con la letra en un tono sarcástico y humorístico.
El Cuarteto de Nos
- Roberto Musso - voz principal, guitarra rítmica.
- Santiago Tavella - bajo eléctrico.
- Ricardo Musso - guitarra líder y eléctrica.
- Álvaro Pintos - batería.